# Río Pembina
El río Pembina (del inglés: Pembina River) es un importante río de Canadá que discurre por la poco poblada zona central de la provincia de Alberta, un afluente por la margen derecha del río Athabasca, parte de la cuenca del río Mackenzie, cuyas aguas acabaran desembocando en el océano Ártico.
Pembina pronunciación en inglés: /ˈpɛmbɪnə/ es una palabra en francés canadiense para el arbusto alto del arándano  (Viburnum trilobum). El río da el nombre al campo petrolero Pembina, una región productora de gas y petróleo centrada en Drayton Valley. El grupo ambientalista Instituto Pembina (Pembina Institute) también toma su nombre del río.

## Curso
El río Pembina se origina en las colinas de las Rocosas canadienses, al sur de la pequeña localidad de Cadomin (36 hab. en 2011), en  Pembina Forks. Fluye hacia el este durante 547 km antes de desaguar en el río Athabasca 64 km al oeste de la ciudad de Athabasca (2990 hab.), y drena una cuenca de 12 900 km².
Las principales comunidades localizadas a lo largo del río Pembina son Westlock (4823 hab.), Sangudo (320 hab.), Entwistle (534 hab.) y Evansburg (880 hab.). El Parque Provincial Río Pembina (Pembina River Provincial Park), establecido en 1953, se encuentra a lo largo de las gargantas del río entre Evansburg y Entwistle y portege un área de 191 km². Otra área protegida en el río es el Área Natural Río Pembina (Pembina River Natural Area), situada a 20 km al nordeste del hamlet de Cherhill, en el bioma del aspen parkland.

## Afluentes
Los principales afluentes del Pembina son los siguientes ríos y arroyos:
- arroyo Rat
- arroyo Bailey
- arroyo Hanson
- arroyo Crooked
- arroyo Centre
- río Lovett
- lago Moose
- arroyo Lund
- lago Fairfax
- lago Errot
- arroyo Dismal
- arroyo Wolf (que drena el lago Wolf)
- lago Zeta
- arroyo Rat
- arroyo Paddy
- lago Sinkhole
- río Bigoray
- arroyo Mishow
- río Lobstick (que drena el   lago Chip, arroyo Deep, lago Alpha, arroyo Poison, lagos Beta y Sunset y arroyos Brule y Little Brule)
- lago Michaud
- arroyo Coyote Lake (que drena el lago   Ice)
- lago Oldman
- arroyo MacDonald (que drena lago La Nonne)
- arroyo Newton (que drena los lagos  Newton, George y Kirchner)
- río Paddle (que drena  el embalse Paddle River y el río Little Paddle)
- arroyo Wabash (que drena el lago Fernand)
- arroyo Dapp (que drena los lagos des Jones y Muskeg y el arroyo Bolloque)
- arroyo Shoal  (que drena los lagos Shoal y Baird y el arroyo Camp)
- lago Crane
- arroyo Killsyth (que drena el lago Killsyth)
- arroyo Flatbrush

Numerosos pequeños lagos, como el Chip (73 km²), Brock, Oldman, Majeau, La Nonne 12,28 km², George, Armstrong, Shoal, Steele, Cross también se encuentran dentro de la cuenca del río.

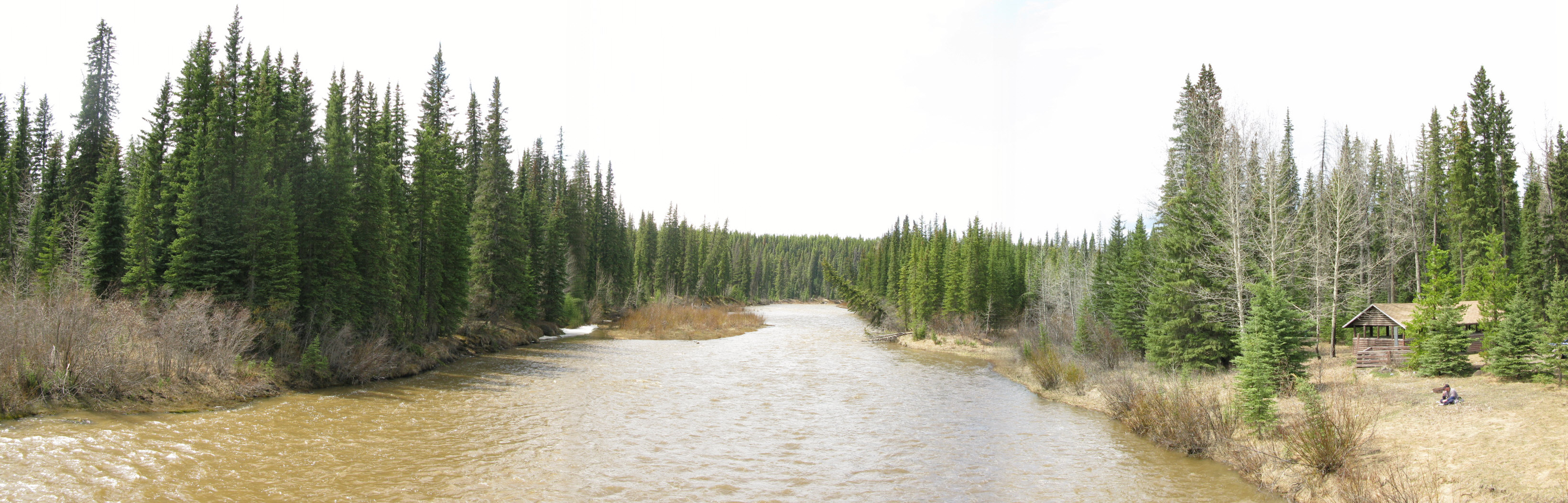
El río Pembina desde la Alberta Highway 40